# 代案新黨
代案新黨（韩语：／ Daeansindang），是大韓民國曾經短暫存在的政黨，成立於2019年。該黨分裂自民主和平黨，然而為應對隔年即將到來的國會選舉而與和平黨、正未來黨等前同志復合，合組新政黨民生黨。